# Generalski Stol
Generalski Stol is een gemeente in de Kroatische provincie Karlovac.
Generalski Stol telt 3199 inwoners (2001). De oppervlakte bedraagt 100 km², de bevolkingsdichtheid is 32 inwoners per km².

## Plaatsen in de gemeente
- Brcković Draga - 45 inwoners (2001)
- Crno Kamanje - 20
- Dobrenići - 359
- Donje Bukovlje - 117
- Duga Gora - 114
- Erdelj - 476
- Generalski Stol - 650
- Goričice Dobranske - 63
- Gorinci - 115
- Gornje Bukovlje - 267
- Gornji Zvečaj - 191
- Gradišće - 66
- Jankovo Selište - 102
- Keići - 49
- Lipa - 47
- Lipov Pesak - 42
- Mateško Selo - 52
- Mrežnički Brest - 62
- Petrunići - 28
- Protulipa - 51
- Radočaji - 98
- Sarovo - 18
- Skukani - 62
- Tomašići - 86
- Trnovo - 19

Steden (gradovi): Karlovac · Duga Resa · Ogulin · Ozalj · Slunj

Gemeenten (općine): Barilović · Bosiljevo · Cetingrad · Draganić · Generalski Stol · Josipdol · Kamanje · Krnjak · Lasinja · Netretić · Plaški · Rakovica · Ribnik · Saborsko · Tounj · Vojnić · Žakanje